# Potenciální energie

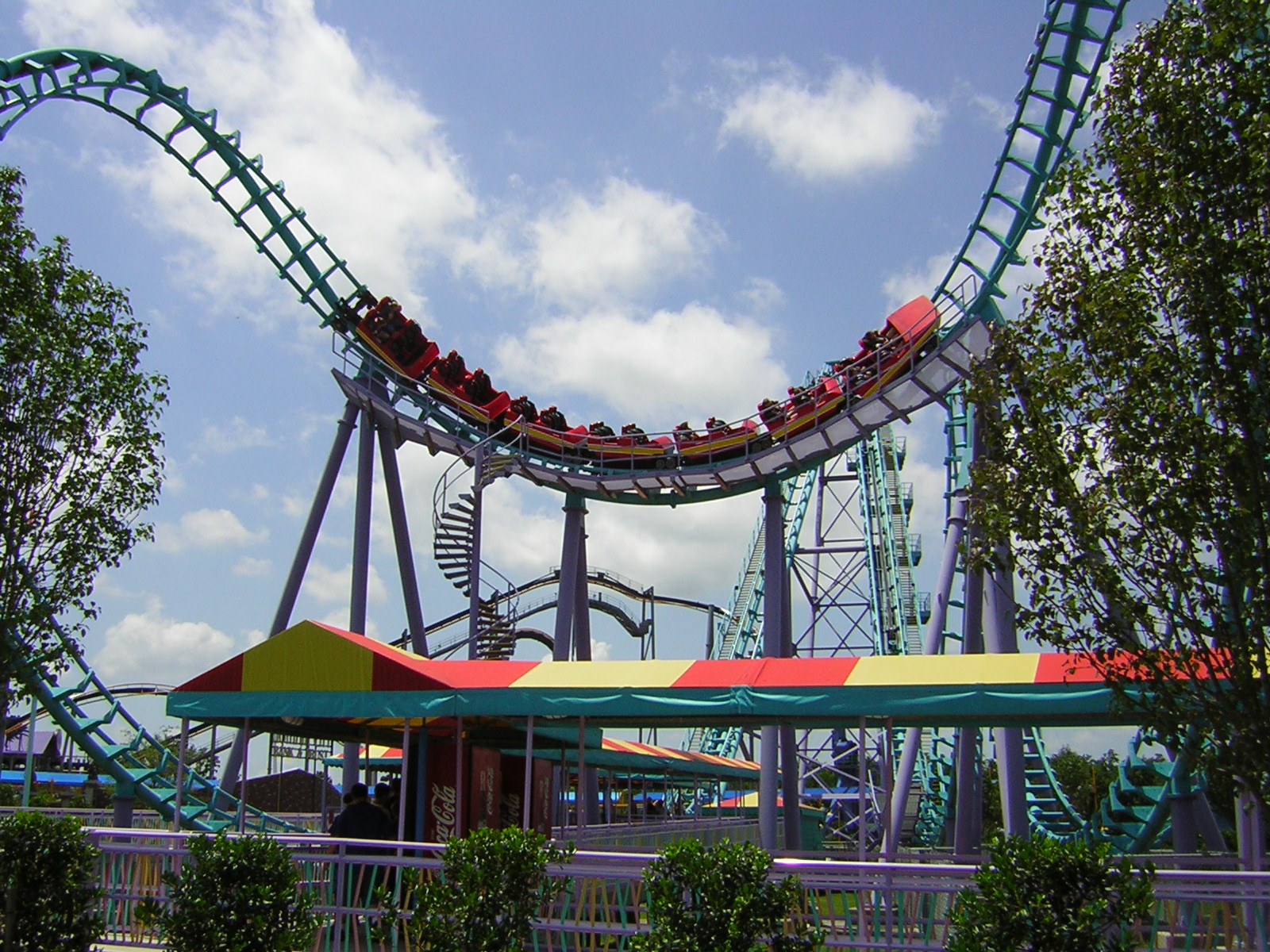
Vozíky horské dráhy zvyšují při cestě dolů svou kinetickou energii na úkor potenciální energie v tíhovém poli, při cestě nahoru se naopak energie kinetická postupně přeměňuje na energii potenciální; v obou případech se přeměna děje konáním práce tíhovou silou, která vozíky urychluje resp. zpomaluje.

Potenciální energie (též polohová energie) je druh energie, kterou má každé těleso nacházející se v potenciálovém poli určité síly. Podle síly působící na dané těleso lze rozlišit více druhů potenciální energie: gravitační potenciální energie, potenciální energie pružnosti, tlaková potenciální energie, elektrostatická potenciální energie. Obecně je potenciální energie {\displaystyle E_{p}}skalární funkce, která je spojena s nějakou potenciální sílou {\displaystyle \mathbf {F} }, pro kterou platí
{\displaystyle \mathbf {F} =-\nabla E_{p}}.
Je-li potenciální energie funkcí polohy {\displaystyle E_{p}(\mathbf {r} )}, potom sílu s ní spojenou nazýváme stacionární potenciálovou silou, je-li zároveň funkcí času {\displaystyle E_{p}(\mathbf {r} ,t)}, potom sílu s ní spojenou nazýváme nestacionární potenciálovou silou.

## Značení
- Doporučená značka: Ep
- Odvozená jednotka SI: joule, značka "J"
- Další jednotky: viz jednotky energie

## Výpočet

### Obecně
Pro přírůstek potenciálních energií platí
{\displaystyle \Delta E_{\mathrm {p} }=E_{\mathrm {2} }-E_{\mathrm {1} }=-W\,},
kde {\displaystyle W} je práce, kterou vykonají síly pole, a {\displaystyle E_{\mathrm {1} }}, {\displaystyle E_{\mathrm {2} }} je potenciální energie v bodech {\displaystyle 1} a {\displaystyle 2}.
Pro elementární přírůstky lze předchozí vztah zapsat ve tvaru
{\displaystyle \mathrm {d} E_{\mathrm {p} }=-\mathrm {d} W\,}
Pomocí obecného vztahu pro práci lze pak určit
{\displaystyle E_{\mathrm {p} }=-\int \mathbf {F} \cdot \mathrm {d} \mathbf {s} }
V konkrétních případech je podle působící síly vhodné využít vhodných speciálních vztahů pro mechanickou práci, práci elektrického pole, práci magnetického pole apod.

### Potenciální energie tíhová
V případě, že lze silové působení popsat homogenním tíhovým polem s tíhovým zrychlením {\displaystyle g\,} (tedy v přiblížení, kdy zanedbáváme pokles tíhového zrychlení s výškou), lze potenciální energii tělesa s hmotností {\displaystyle m\,} vyjádřit jednoduchým vztahem
{\displaystyle E_{\mathrm {p} }=mgh\,},
kde {\displaystyle h\,} je výška nad úrovní, pro kterou je potenciální energie nulová (zpravidla zemský povrch).

#### Odvození potenciální tíhové energie
Ze základní poučky vyplývá, že potenciální energie je práce, kterou musíme vykonat, abychom zvedli těleso do určité výšky nad podložku. Můžeme tedy napsat:
{\displaystyle E_{p}=W}, kde práce je dána vztahem {\displaystyle W=F\cdot s}, přičemž síla je z Newtonova druhého zákona {\displaystyle F=m\cdot a} respektive {\displaystyle F=m\cdot g}, protože jsme na zemi a zde působí tíhové zrychlení {\displaystyle g}.
Vzorec dáme dohromady {\displaystyle E_{p}=W=mgs} a dráhu {\displaystyle s} (trajektorie) nahradíme vhodnějším písmenkem {\displaystyle h} (výška zdvihu) a dostaneme finální vztah:
{\displaystyle E_{p}=mgh}

## Vlastnosti
- Potenciální energie může nabývat kladných i záporných hodnot.

- Potenciální energie je relativní, záleží na tom, vzhledem k čemu se vztahuje. Při výpočtech se nulová hladina potenciální energie volí buď v rovnovážné poloze, kde jsou příslušné síly v rovnováze, nebo v nekonečnu, kde je velikost příslušných sil na těleso nulová. Pro přeměnu energií ale na volbě nulové hladiny potenciální energie nezáleží, rozhodující je pouze změna této energie.

- Potenciální energie je definovaná pouze v potenciálovém silovém poli, což je pole, jehož rotace je rovna nule. V takovém poli lze definovat potenciál {\displaystyle U}. Potenciální energii je pak možné vyjádřit prostřednictvím potenciálu.